# لانه‌کن نقاب‌دار
لانه‌کن نقاب‌دار (نام علمی: Trogon personatus) نام یک گونه از سرده لانه‌کن‌های اصلی است.